# En Mango
En Mango es una localidad de Santa Lucía que forma parte del distrito de Micoud.